# Espermósfera
En botánica, la espermósfera es la zona del suelo que rodea una semilla en germinación. Este es un pequeño volumen con radio de alrededor de 1 cm, pero varía con el tipo de semilla, la variedad de microorganismos del suelo, el nivel de humedad del suelo y otros factores. Dentro de la espermósfera, tiene lugar una serie de interacciones complejas entre la semilla en germinación, el suelo y el microbioma. Debido a que la germinación es un proceso breve, la espermósfera es transitoria, pero el impacto de la actividad microbiana dentro de la espermósfera puede tener efectos fuertes y duraderos en la planta en desarrollo.
Las semillas exudan varias moléculas que influyen en las comunidades microbianas que las rodean, ya sea inhibiendo o estimulando su crecimiento, La composición de los exudados varía según el tipo de planta y propiedades del suelo como su pH y contenido de humedad. Con estos efectos bioquímicos, la espermósfera se desarrolla hacia abajo, para formar la rizósfera (al emerger la radícula) y hacia arriba para formar la laimosfera, que es el suelo que rodea el tallo de la planta en crecimiento.